# Anna Seymour

Stemma della famiglia Seymour

Anne Seymour (Wulfhall, 1538 – febbraio 1588) è stata una nobile e scrittrice inglese e contessa consorte di John Dudley, II conte di Warwick.

## Biografia
Era la figlia maggiore di Edward Seymour, I duca di Somerset e della seconda moglie Anne Stanhope.
Come le sorelle Lady Margaret Seymour e Lady Jane Seymour fu scrittrice e appassionata di letteratura. Per volere di loro padre, protagonista della scena politica con la nomina a Lord Protettore per il nipote Edoardo VI d'Inghilterra, le sorelle ricevettero un'educazione umanistica diretta ad un loro futuro ruolo come principesse o degne consorti della più alta nobiltà inglese. Negli ambiziosi piani politici del duca infatti le figlie giocavano un ruolo rilevante: Jane sarebbe stata destinata infatti a sposare Edoardo VI, se gli intrighi paterni non fossero stati svelati e il duca condannato a morte per tradimento nel 1552.
Il 3 giugno 1550 Anna venne data in sposa a John Dudley, figlio maggiore del principale consigliere del re John Dudley, I duca di Northumberland. Edoardo VI risultava naturalmente presente ai festeggiamenti nuziali. L'unione avrebbe dovuto sancire la pace tra i padri degli sposi che erano stati fino ad allora rivali politici.
Dopo il tentativo fallito nel 1553 di rendere Jane Grey regina d'Inghilterra, il marito di Anna, divenuto conte di Warwick, fu coinvolto nell'intrigo ed imprigionato nella Torre di Londra. Morì nell'ottobre 1554 dopo alcuni giorni dal rilascio a causa delle condizioni malsane patite durante la prigionia.
Un anno dopo Anna si risposò con Sir Edward Unton (1534–1582), un membro del parlamento.
La coppia ebbe sette figli tra cui.
- Edward Unton (1584, 1586)[3]
- Sir Henry Unton (1558–1596), che divenne un diplomatico[4].

Dal 1566 Anna iniziò a soffrire di ricorrenti disordini mentali e nel 1582 fu dichiarata insana di mente. Alcune sue terre vennero assegnate a Robert Dudley, I conte di Leicester, suo cognato. Suo figlio Henry invece prese la sua custodia legale fino alla morte avvenuta nel 1588.
Non esistono ritratti di Anna Seymour tuttavia il figlio Henry, che commissionò nel 1596 un suo ritratto memoriale, fece rappresentare sua madre da giovane. L'opera è attualmente conservata presso il National Gallery di Londra.